# Рамассини Имери, Альваро Леонель
Альваро Леонель Рамассини Имери (исп. Álvaro Leonel Ramazzini Imeri; род. 16 июля 1947, Гватемала, Гватемала) — гватемальский кардинал. Епископ Сан-Маркоса с 15 декабря 1988 по 14 мая 2012. Епископ Уэуэтенанго с 14 мая 2012. Кардинал-священник с титулом церкви Сан-Джованни-Эванджелиста-а-Спиначето с 5 октября 2019.